# Littleport (Cambridgeshire)
Littleport è un paese di 7 521 abitanti della contea del Cambridgeshire, in Inghilterra.